# Esboviken (vik i Finland)
Esboviken (finska: Espoonlahti) är en vik i Finland. Den ligger i Esbo i landskapet Nyland, i den södra delen av landet, 20 km väster om huvudstaden Helsingfors.